# Рабо Сент-Этьен, Жан-Поль
Жан-Поль Рабо́ Сент-Этье́н (фр. Jean-Paul Rabaut Saint-Étienne), более известный как Рабо Сент-Этьен (Rabaut Saint-Étienne; 14 ноября 1743, Ним — 5 декабря 1793, Париж) — французский политический деятель времён Великой революции, протестантский пастор, публицист. Один из лидеров восстания федералистов.

## Биография
Родился в 1743 году, сын пастора Поля Рабо (Paul Rabaut; 1718—1794). Образование получил в Лозанне. Вернувшись в Ним, был пастором.
В 1785 году переехал в Париж. В это время появились его сочинения «Lettres à Bailly sur l’histoire primitive de la Grèce» (Париж, 1787, ) и «Le Vieux Cévenol, ou Anecdotes de la vie d’Ambroise Borély» (1788, ); последнее возбудило громадный интерес, так как автор коснулся всех законов, изданных после отмены Нантского эдикта.
В Учредительном собрании Рабо одним из первых заговорил о свободе печати и совести и произнёс блестящую речь, результатом которой была отмена исключительных законов о диссидентах, последовавшая 23 августа. Он стоял за умеренную монархию и отсрочивающее вето. В 1790 году одно время был президентом Собрания. По окончании деятельности последнего он редактировал «Le Moniteur universel» и составил «Précis de l’histoire de la Révolution française» (1792, ), — значимый труд для историографии французской революции.
Рабо Сент-Этьен был членом Конвента, где примкнул к жирондистам и вступил в борьбу с монтаньярами. После подавления восстаний жирондистов укрывался в окрестностях Версаля, но был схвачен и казнён 5 декабря 1793 года. Его жена, узнав о его смерти, лишила себя жизни.

## Издания
Сочинения Рабо Сент-Этьена, кроме вышеназванных:
- «Lettre sur la vie et les écrits de M. Court de Gébelin» (учитель и друг Рабо Сент-Этьена), 1784,
- «A la nation française, sur les vices de son gouvernement, sur la nécessité d’établir une constitution et sur la composition des états généraux»
- «Question de droit public: Doit-on recueillir les voix dans les états généraux par ordres ou par têtes de délibérants?» (Париж, 1789)
- «Avis à toutes les assemblées d’élection»
- «Réflexions sur la division nouvelle du royaume»
- «Almanach historique de la Révolution»

Его сочинения издавали Boissy d’Anglas (Париж, 1820—26) и Collin (1826).